# 楊後起
楊 後起（よう こうき、生年不詳 - 486年）は、中国の南北朝時代の仇池氐の首長。武都王。

## 経歴
武都王楊文度の子にあたる。480年、楊文弘が南朝斉に叛くと、後起は持節・寧朔将軍・平羌校尉・北秦州刺史に任じられ、武都王に封じられた。後起は武興に駐屯した。481年、楊文弘が南朝斉に復帰すると、後起は楊文弘の命を受けて晋寿の上流の白水に拠点を移した。482年、南朝斉により後起は冠軍将軍の号を受けた。同年、北魏の孝文帝により後起は武都王に封じられた。484年、南朝斉により征虜将軍の号に進んだ。486年、後起は死去した。